# Nagrada Emerik Pavić
Nagrada Emerik Pavić je nagrada koja se dodjeljuje za najbolju knjigu godine. Osnovana je radi pospješivanja sustavnoga pristupa valorizaciji aktualne knjiške produkcije među Hrvatima u Vojvodini.

## Kriteriji
U natječaj za nagradu ulaze knjige po ovim kriterijima:
- knjige Hrvata iz Vojvodine
- knjige na hrvatskome objavljene u Vojvodini
- knjige o Hrvatima u Vojvodini koje su objavljene tijekom jedne kalendarske godine

Nagrada se dodjeljuje bez obzira na to je li iz područja književnosti, publicistike ili znanosti. Knjiga će se ocjenjivati kroz jedinstvo forme i sadržaja, što znači da će se vrednovati vrijednost objavljenoga sadržaja, prinos određenome kulturnom području te vizualno-likovno rješenje. 

## Izbor imena
Kad se biralo ime osobe po kojoj će se zvati nagrada, osnivači su se vodili time da to bude osoba koja je bila svestrani književni i znanstveni stvaratelj. U mjesnoj je povijesti Hrvata to bio franjevac Emerik Pavić, središnja osoba budimskog kulturnog kruga u XVIII. stoljeću.

## Dodjela
Dodjeljiva se jednom godišnje. Prvi put će se dodijeliti listopada 2012.godine, a za najbolju knjigu iz 2011. godine. Dodijelit će se na manifestaciji Dani Balinta Vujkova: dani hrvatske knjige i riječi. Nagrada se sastoji od diplome, plakete i novčanog dijela nagrade.
Dodjeljuje ju Zavod za kulturu vojvođanskih Hrvata. 

## Dobitnici

### 2011.
- povjerenstvo za izbor: dr. sc. pravne povijesti Slaven Bačić, povjesničarka umjetnosti Nela Tonković i profesor hrvatskoga jezika i komparativne književnosti Vladan Čutura. Slaven Bačić prati znanstveno-publicistička djela, Vladan Čutura književna djela, Nela Tonković procjenjuje vizualno-likovno oblikovanje.

Od 41 naslova, 22 iz područja i 18 knjiga s područja znanosti i publicistike. Članovi povjerenstva uvrstili su u uži izbor 16 knjiga, potom izbor suzili na 7 i na koncu izabrali. Nagradu su dodijelili knjizi eseja Vojislava Sekelja Kako se branilo dostojanstvo, zbirci uvodnika, polemičkih tekstova i komentara objavljenih u subotičkim listovima Glas ravnice i Žig 1990-ih.

### 2012.
Povjerenstvo za izbor: predsjednik Slaven Bačić i članovi Nela Tonković i Vladan Čutura izabrali su od 26 naslova tiskanih na hrvatskom jeziku u 2012. godini, 7 naslova koji su ušli u uži izbor. Nagradu za 2012. godinu dobila je knjiga „Prognanik iz svijeta svjetlosti : život i djelo Stanislava Prepreka“, priređivača Ivana Balenovića, u nakladi Zavoda za kulturu vojvođanskih Hrvata.

### 2013.
- povjerenstvo za izbor: dr. sc. Slaven Bačić, dipl. iur., Vladan Čutura, prof. književnosti, Nela Tonković, povjesničarka umjetnosti

Knjige koje ulaze u natječaj za nagradu „Emerik Pavić“ za 2013. godinu:
1. Dani Balinta Vujkova, zbornik radova 2011. – 2012., uredila Katarina Čeliković, Subotica: Hrvatska čitaonica, 2013., 264 str.
2. Leksikon podunavskih Hrvata – Bunjevaca i Šokaca, sv. 12, K-Knj, gl. urednik Slaven Bačić, Hrvatsko akademsko društvo, 2013., 198 str. (ušla u uži krug od 10 knjiga)
3. Lira naiva 2013. : izabrane pjesme, izabrao Stjepan Blažetin, Subotica: Katolički institut za kulturu, povijest i duhovnost „Ivan Antunović“ : Hrvatska čitaonica, 2013., 135 str.
4. Poplašeno jaje : hrvatska narodna pripovijetka – bunjevačka, tekst adaptirala Katarina Čeliković prema zapisu Balinta Vujkova, Tikvicki, Petar (crtao), Subotica: Hrvatska čitaonica, 2013., 20 str. : ilustr.
5. Zbornik Urbani Šokci 6/7: Marijanska svetišta Šokaca i Bunjevaca (Osijeku – Sombor, 9. – 10. VI. 2011.) ; Utemeljiteljski projekt udruge – Baštinici Njikoš i Rem (Osijek, 27. 04. 2012.), priredile prof. dr. sc. Helena Sablić Tomić i mr. sc. Vera Erl, Osijek : Šokačka grana; Subotica : Zavod za kulturu vojvođanskih Hrvata, 2013., 323 str. (ušla u uži krug od 10 knjiga)
6. Anišić, Andrija, Vjersko-moralna obnova braka i obitelji : model opstanka i napretka naroda u djelima Ivana Antunovića, Subotica: Katoličko društvo za kulturu, povijest i duhovnost „Ivan Antunović“, 2013., 302 str. (ušla u uži krug od 10 knjiga)
7. Csáth, Góza, Arthúr Munk, Emil Havas, Leteći Vučidol, priredio i na hrvatski preveo Robert G. Tilly, Subotica: Hrvatsko akademsko društvo, 2013., 113 str.
8. Čeliković, Katarina, Bibliografija narodnih pripovjedaka i djela Balinta Vujkova, Subotica: Zavod za kulturu vojvođanskih Hrvata, 2013., 143 str.
9. Kokić, Aleksa, U sjenama ravnice : sabrane pjesme, priredila Željka Zelić, Subotica: Zavod za kulturu vojvođanskih Hrvata, 2013., 499 str. (ušla u uži krug od 10 knjiga)
10. Mirko Kopunović, Mrvljenje mrva neba, NIU „Hrvatska riječ“, Subotica 2013, str.
11. Prćić, Dražen, Dogovoreni brak, Subotica, Minerva, 2013., 200 str.
12. Zvonko Sarić, Povjeruj u vlastitu smrt, Cenzura, Novi Sad 2013., str. 115 (ušla u uži krug od 10 knjiga)
13. Vojislav Sekelj, Životopis jedne sjene, NIU „Hrvatska riječ“, Subotica 2013, str. 95 (ušla u uži krug od 10 knjiga)
14. Ante Vukov, Boca bez poruke, NIU „Hrvatska riječ“, Subotica 2013, str. 166 (ušla u uži krug od 10 knjiga)
15. Vuković, Petar, Uvod u jezikoslovnu bohemistiku I. : Fonetika, fonologija, leksikologija, rječotvorje, FF press, Zagreb 2013., str. 221.
16. Željka Zelić, (Intimna) Kronika srca, NIU „Hrvatska riječ“, Subotica 2013, str. 67
17. Žigmanov, Tomislav, Bunjevački put križa : za osobnu pobožnost virujućeg svita, fotografije križeva Augustin Juriga ; crteži postaja Ante Rudinski, Subotica: Katolički institut za povijest i duhovnost »Ivan Antunović«, 2013., 117 str. (ušla u uži krug od 10 knjiga)
18. Muka kao nepresušno nadahnuće kulture, Pasionska baština Hrvata u Podunavlju, Udruga Pasionska baština i Zavod za kulturu vojvođanskih Hrvata kulturu vojvođanskih Hrvata, Zagreb – Subotica 2013., 500. str. (ušla u uži krug od 10 knjiga)
19. Preprekovo proljeće, ur. Marija Lovrić, HKUD „Stanislav Preprek“, Novi Sad 2013., 128 str.
20. Vojnić Hajduk, Lazo, Kamen sjećanja, Samizdat, Subotica 2013., 72 str.
21. Kolarić Dumić, Ljubica, Ja se mraka ne bojim : [dječja uspavanka], 3. izd., Društvo hrvatskih književnika, Rijeka 2013., 27 str. (ušla u uži krug od 10 knjiga)
22. Tomlekin, Branimir [Miroslav Cakić], Za sve je kriv moj deda : priče iz donjeg Srema, Bistrica, Novi Sad :, 2013., 176 str.
23. Tomlekin, Branimir [Miroslav Cakić], Slatko kod Dunje : priče jednog gimnazijalca genijalca, Bistrica, Petrovaradin 2013., 194 str.
24. Tomlekin, Branimir [Miroslav Cakić], Gaudeamus idi u tur : priče jednog Sremca akademca, Bistrica, Novi Sad 2013., 72 str.
25. Melvinger, Jasna, S tekuće trake 20. veka, Orpheus, Novi Sad 2013., 256 str.
26. Božulić, Siniša, Buđenje čoveka, S. Božulić, Novi Sad 2013., 90 str.
27. Tomlekin, Branimir [Miroslav Cakić], Salauka, Bistrica, Novi Sad 2013., 191 str.
Nagradu je dobila je knjiga "Bunjevački put križa" Tomislava Žigmanova u izdanju Katoličkog društva za kulturu povijest i duhovnost "Ivan Antunović" iz Subotice.

### 2014.
Nagrada „Emerik Pavić“ za najbolju knjigu 2014. godine bit će svečano uručena koncem listopada 2015. u okviru manifestacije Dani Balinta Vujkova. Dobitnik će dobiti plaketu, diplomu i novčanu nagradu.  Povjerenstvo za dodjelu su: predsjednik Slaven Bačić te članovi Ljubica Vuković Dulić i Zvonko Sarić. Od 30 naslova, u uži izboru uvrstilo je sedam naslova:
1. Bunjevci u vremenskom i prostornom kontekstu, Sveučilište u Zagrebu, Filozofski fakultet Zagreb, Odsjek za etnologiju i kulturnu antropologiju, FF press, Zavod za kulturu vojvođanskih Hrvata, Zagreb 2014., 686 str.
2. Svjetla starih fotografija, Croinfo, Subotica 2014., 148 str.
3. Tradicijska baština i etnokulturni identitet podunavskih Hrvata Bunjevaca, Sveučilište u Zagrebu, Filozofski fakultet Zagreb, Odsjek za etnologiju i kulturnu antropologiju,     FF press, Zavod za kulturu vojvođanskih Hrvata, Zagreb 2014., 523 str.
4. Marko Kljajić, Rumeni sutoni, NIU „Hrvatska riječ“, Subotica, 2014., str. 120
5. Milovan Miković, Jedući srce žive zvijeri, Matica hrvatska, Subotica, 2014., 106 str.
6. Miroslav Pendelj, Školjka koja govori, NIU „Hrvatska riječ“, Subotica, 2014., 218 str.
7. Neven Ušumović, U stočnom vagonu, Književna radionica „Rašić“ i Hrvatsko kulturno udruženje „Antun Gustav Matoš“, Beograd, 2014., 155 str.

### 2020.
Nagrađen je: Ladislav Heka, za djelo knjizi Hrvatsko-ugarska nagodba u svjetlu povijesnih osoba : u povodu njezine 150. obljetnice, Zavod za kulturu vojvođanskih Hrvata, 2019.